# The Martyrdom of St Magnus
The Martyrdom of St Magnus är en kammaropera i en akt med musik av Peter Maxwell Davies och libretto av tonsättaren efter George Mackay Browns roman Magnus (1973).

## Historia
Magnus Erlendsson (ca 1080-1115) var jarl av Orkneyöarna och känd för sin pacifism. 1971 flyttade Maxwell Davies till Orkneyön Hoy för att leva ut den romantiska känslan av en enslig kompositör. Även George Mackay Brown var från Orkneyöarna och Maxwell Davies valde helt naturligt en av dennes romaner som underlag för sin opera. Orkestern består av flöjt, klarinett, violin, viola, piano och slagverk. De fem sångarna sjunger flera roller. Operan var en beställning från BBC till drottning Elizabeth II:s Silverjubileum och den hade premiär den 18 juni 1977, med tonsättaren själv som dirigent, i Sankt Magnuskatedralen i Kirkwall på Orkneyöarna.

## Personer
- Jarl Magnus/Fången (tenor)
- Den norske härolden/Litolf/Väktaren (baryton)
- Den walesiske härolden/Frestaren (baryton)
- Jarl Håkon/Officeren (bas)
- Blinda Mary (mezzosopran)

## Handling
Blinda Mary siar om kriget som stundar. Vid sjöslaget vid Menaisundet mellan norrmännen och walesarna vägrar Magnus att ta till vapen utan strider med Bibelns ord. Magnus vinner slaget. Frestaren försöker förföra Magnus med löften om ära, äktenskap, makt, klosterliv och svärdet. Men Magnus motstår alla frestelser. Blinda Mary återkommer och beklagar Orkneys arma situation. Ett inbördeskrig har brutit ut mellan Magnus och hans kusin Håkon. Ett fredsmöte på ön Egilsay bestäms. Magnus sjunger en aria om hur han kom till ön första gången och han förutspår sin egen död från Håkons hand. Tiden flyktar till nutid och rollfigurerna blir reportrar som rapporterar om stämningen på ön. Håkon är nu en hysterisk officer och Magnus en namnlös fånge som förs till galgen. Sista scenen utspelas återigen på 1200-talet och blinda Mary ber till Magnus om att få synen igen. Undret sker och hon kan se igen, men hon ser endast publikens lidande och påminner den om Magnus offer. Munkarna lägger till Magnus namn till helgonlistan.